# Sybille Schmidt
Sybille Schmidt   (Apolda, 31 d'agost de 1967) és una remadora alemanya, ja retirada, que va competir durant les dècades de 1980 i 1990. Fins a la caiguda del mur de Berlín va competir per la República Democràtica Alemanya.
El 1992 va prendre part en els Jocs Olímpics d'Estiu de Barcelona, on va guanyar la medalla d'or en la prova del quàdruple scull del programa de rem. Va formar equip amb Birgit Peter, Kerstin Muller i Kristina Mundt.
En el seu palmarès també destaquen tres medalles d'or al Campionat del món de rem entre les edicions de 1989 i 1991. També guanyà tres campionats nacionals del quàdruple scull, el 1987, 1989 i 1990.